# (466389) 2013 SH43
(466389) 2013 SH43 es un asteroide perteneciente al cinturón de asteroides, descubierto el 26 de marzo de 2011 por el equipo Spacewatch desde el Observatorio Nacional de Kitt Peak (Arizona, Estados Unidos).